# Buwek
Buwek is een bestuurslaag in het regentschap Lumajang van de provincie Oost-Java, Indonesië. Buwek telt 2155 inwoners (volkstelling 2010).